# Виллагора (станция)
Ви́ллагора (карел. Villamägi, Villumägi) — населённый пункт (тип: железнодорожная станция) в составе Чалнинского сельского поселения Пряжинского района Республики Карелия Российской Федерации; посёлок при станции Виллагора Петрозаводского региона Октябрьской железной дороги.

## География
Расположена на 502-м км перегона Суоярви I—Петрозаводск.

## Население
| 2002 | 2009 | 2010 | 2013 |
| ---- | ---- | ---- | ---- |
| 48   | ↗55  | ↘27  | →27  |

## Инфраструктура

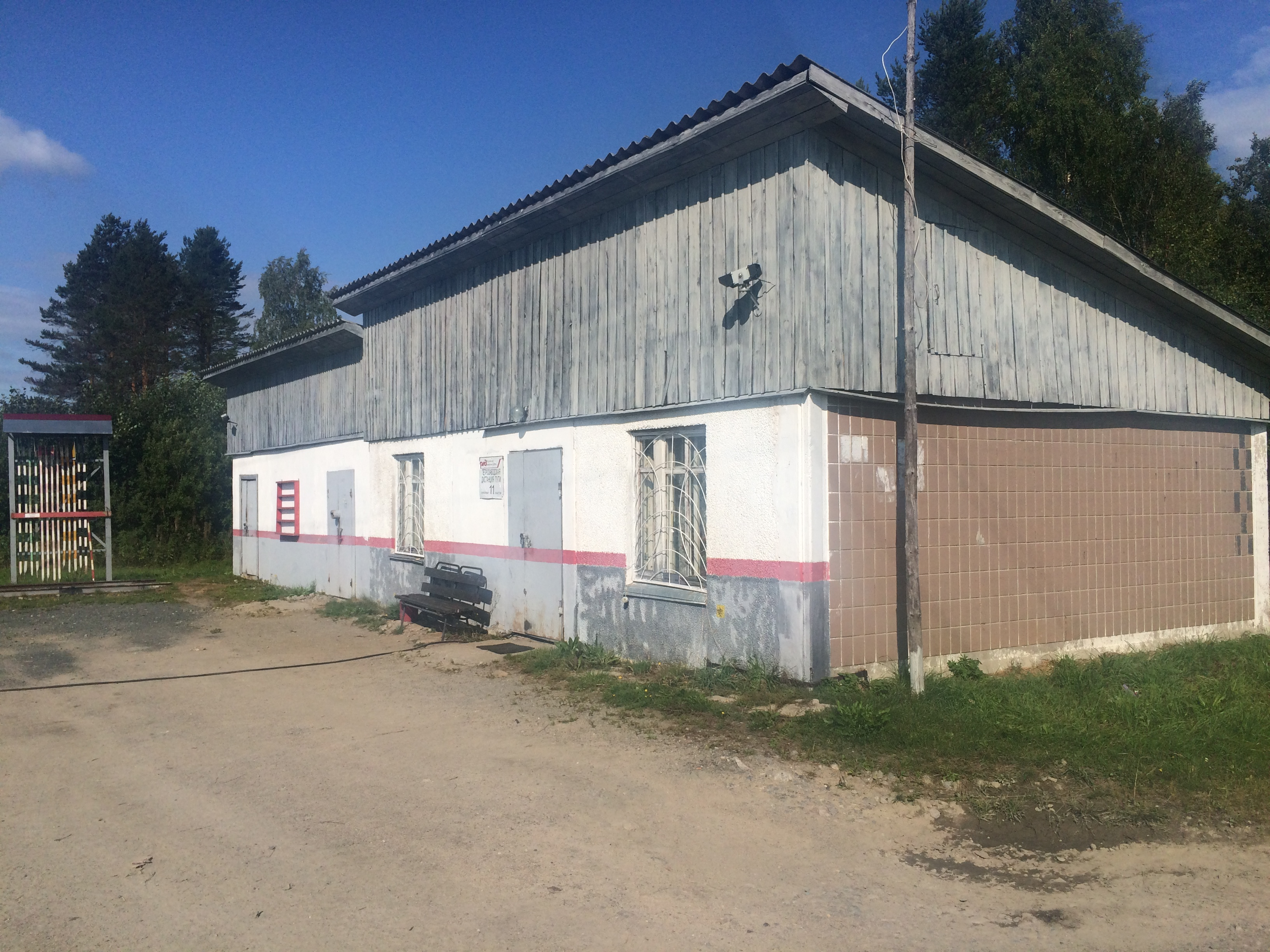
Станция Виллагора

Путевое хозяйство. Действует железнодорожная станция Виллагора. Зал ожидания закрыт. Билетная касса отсутствует. В бывшем пассажирском здании находится дежурный по станции, располагается пост ЭЦ.

## Транспорт
Автомобильный и железнодорожный транспорт.